# 글로리아 (1999년 미국 영화)
《글로리아》(영어: Gloria)는 미국에서 제작된 시드니 루멧 감독의 1999년 네오누아르 범죄 스릴러 영화이다. 1980년 동명 영화를 리메이크하였다. 샤론 스톤 등이 출연하였고, 게리 포스터 등이 제작에 참여하였다.

## 출연진
- 샤론 스톤
- 존루크 피거로아
- 제러미 노섬
- 캐시 모리아티
- 조지 C. 스콧
- 마이크 스타
- 보니 버딜리아
- 배리 매커보이
- 보비 캐너발리
- 서리타 차우두리

## 기타 제작진
- 공동 제작: 조시 로즌
- 협력 제작: 도널드 J. 리 주니어
- 배역: 루이스 디자이모
- 미술: 멜 본
- 의상: 도나 그러나타, 주디아나 머코프스키